# Чупіна (Абатський район)
Чу́піна (рос. Чупина) — присілок у складі Абатського району Тюменської області, Росія.
Населення — 44 особи (2010, 66 у 2002).
Національний склад станом на 2002 рік:
- росіяни — 94 %